# 青山秀明
青山 秀明（あおやま ひであき、1954年 - ）は、日本の理論物理学者。京都大学名誉教授。

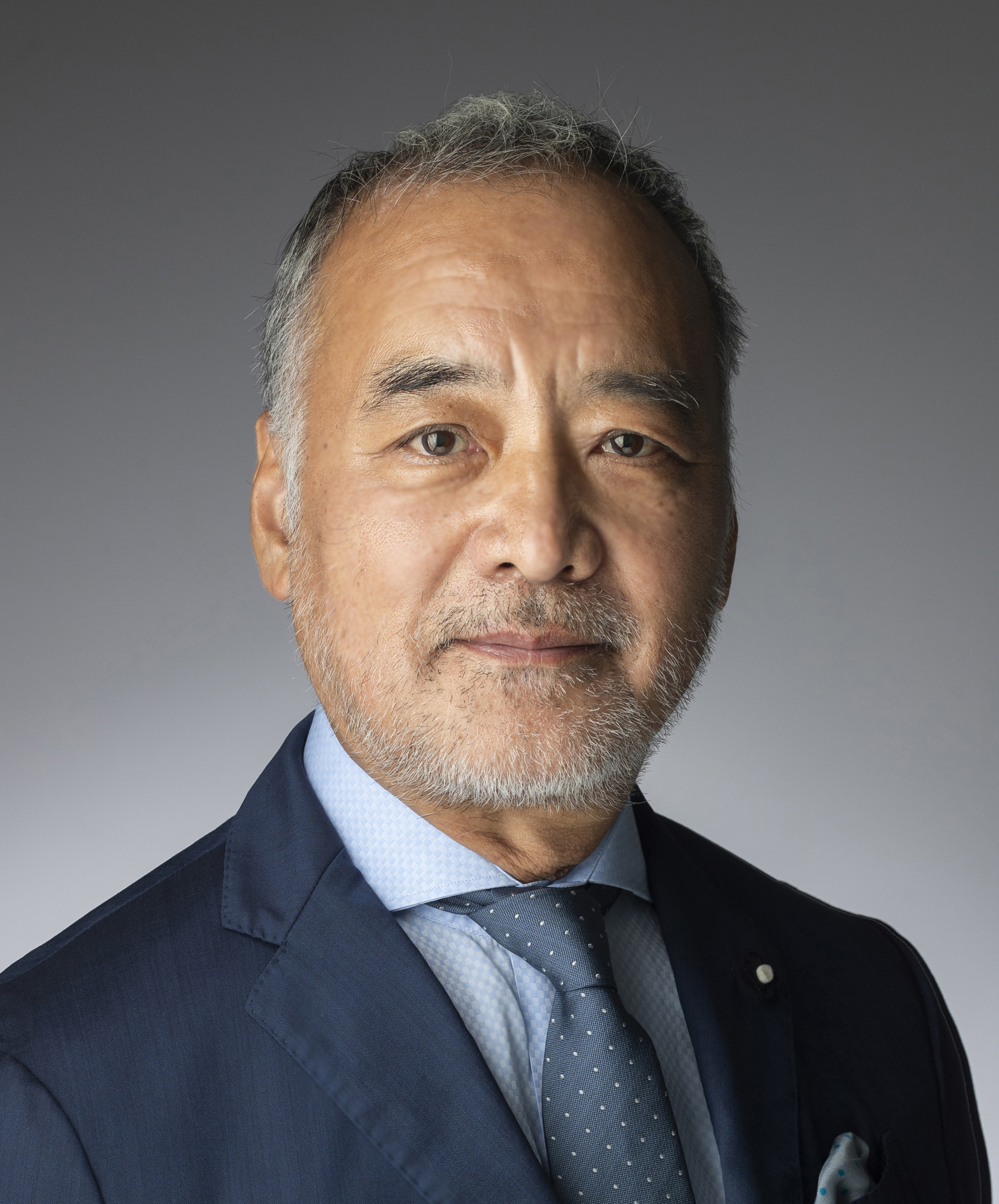

経済産業研究所 (RIETI) ファカルティフェロー https://www.rieti.go.jp/users/aoyama-hideaki/
理研iTHEMS 客員主管研究員 https://ithems.riken.jp/ja/members/hideaki-aoyama
国際学会 Big Data for Economy, Science and Technology (B.E.S.T.) Society 会長 https://best-society.org/。

## 略歴
- 1954年3月28日 東京都生まれ
- 1972年 - 大阪府立豊中高等学校卒業
- 1976年 - 京都大学理学部卒業
- 1978年 - 京都大学大学院理学研究科物理学専攻修士課程修了。指導教官は小林誠。
- 1982年 - カリフォルニア工科大学 (California Institute of Technology, Caltech) 博士課程を修了。Ph.D.を取得。指導教官は H. デビッド・ポリツァー (David H. Politzer)、博士号審査委員に リチャード・P・ファインマン (Richard Feynman), キップ・ソーン (Kip Thorn) など。
- 1982年 - スタンフォード線形加速器センター (Stanford Linear Accelerator Center, SLAC) 理論部博士研究員
- 1985年 - ノースイースタン大学（米国マサチューセッツ州ボストン）博士研究員/講師、ハーバード大学（同）客員研究員等
- 1988年 - 京都大学理学部助手
- 1989年 - 京都大学教養部助教授
- 1998年 - 京都大学教養部（後に改組により「総合人間学部」）教授
- 2003年 - 京都大学大学院理学研究科教授
- 2019年 - 京都大学名誉教授、京都大学 大学院総合生存学館 特任教授
- 2020年 - 京都大学 大学院総合生存学館 非常勤研究員

## 家族
- 妻（2011年11月23日結婚）
- 猫5匹

## 著書
- 青山秀明、家富洋、池田裕一、相馬亘、藤原義久 著 『パレート・ファームズ －企業の興亡とつながりの科学』日本経済評論社 (2007)
- 青山秀明、家富洋、池田裕一、相馬亘、藤原義久 著 『経済物理学』共立出版 (2008)
- 青山秀明 著 『力学』 学術図書出版社 (2002-2018)[1]
- Hideaki Aoyama, Yoshi Fujiwara, Yuichi Ikeda, Hiroshi Iyetomi and Wataru Souma "Econophysics and Companies: Statistical Life and Death in Complex Business Networks" Cambridge University Press (2010)
- Hideaki Aoyama, Yoshi Fujiwara, Yuichi Ikeda, Hiroshi Iyetomi, Wataru Souma and Hiroshi Yoshikawa "Macro-Econophysics - Mew Studies on Economic Networks and Synchronization" Cambridge University Press (2017)

## 訳書
- 青木正直著『経済における確率的モデルへの招待 －集計とゆらぎを扱うための道具箱』 サイエンス社 (2004)
- スティーヴン・ワインバーグ 著『ワインバーク場の量子論』全6巻 吉岡書店 (1997-2003)

他数点

## 趣味
- アルゼンチンタンゴ （タンゴ名： Fabian）アルゼンチンタンゴ サークル Barrio de Tango KYOTO 運営。
- ギター（クラシック，タンゴ）
- 薔薇折り紙
- プルメリア 栽培

## 現況
2019年に京都大学を65歳で定年退職したのち，京都大学総合生存学館，理研等の支持を得て，順調に研究を続けている。
最近の業績としては以下の報道発表などがある。
https://www.riken.jp/pr/news/2023/20230614_1/index.html
2021年頃にパーキンソン病を発病し，また2023年には前立腺癌が発見されたが，後者は放射線治療で治癒し，活動を続けている。